# O記三合會檔案
《O記三合會檔案》，是1999年上映的一部香港動作，由霍耀良執導，王晶監製，劉青雲、吳鎮宇、朱茵、彭丹主演。

## 劇情
本片以倒敘方式呈現，一個老人出現，對所有記者說出曾經的故事。在六十年代，混混陳志豪（劉青雲飾）和阿樂（吳鎮宇飾）為一對情同兄弟，樂因為人正義而考警察，而豪因和考官炳叔（吳志雄飾）作對而無法考上。豪之後透過一些小技輛而成功勾搭大膽英（彭丹飾）成為自己的妻子，同時英為黑幫老大肥寶（李兆基飾）的小姨而介紹其給豪認識。樂的警察生涯一直混得不樂觀，直至有一次豪故意打傷炳叔而有機會升職，更成為總華探長。阿樂和阿豪自此合作，縱橫黑白兩道，樂亦介紹豬油仔（謝天華飾）給豪認識，但他看上了樂的妻子菲菲（朱茵飾），豬油仔為了得到菲菲，不惜向廉政公署告密阿豪和阿樂的事，菲菲得知後與豬油仔爭執下被其誤殺。阿豪和阿樂得知後打算處決豬油仔，但廉政公署得知身為證人的豬油仔失蹤而尋找到此，阿樂得知後並沒打算放過豬油仔，而是與豬油仔一起被警察射殺，同歸於盡。

## 演員
| 演员   | 角色   | 备注 |
| 劉青雲 | 陳志豪 | 黑道大佬，縱橫黑白兩道，曾在考警察時被炳叔數落而與其結怨 阿樂之好友，一直協助其 原型人物為吳錫豪 |
| 吳鎮宇 | 樂     | 前軍裝警員，總華探長，陳志豪之好友 在中期和陳志豪考警察，但只有自己考上警察 阿樂之後利用陳志豪打傷炳叔的事而備受上司關注，並成為總華探長，縱橫黑白兩道 在片末因回想菲菲死亡一事，感到生無可戀及絕望下，帶著豬油仔一起被警員亂槍射殺，同歸於盡 原型人物為呂樂 |
| 李兆基 | 肥寶   | 黑道老大，陳志豪的老大，後期強姦菲菲，並在與其、陳志豪及阿樂的爭執下遭其誤殺，屍體被阿樂及陳志豪埋下 |
| 謝天華 | 豬油仔 | 警員，阿樂的手下，喜歡菲菲 |
| 朱茵   | 菲菲   | 前舞女，阿樂之女友，後為妻子，在片末得知豬油仔告發陳志豪及阿樂，一時爭執下遭其勒死 |
| 彭丹   | 大膽英 | 上海荷官，陳志豪之女友，後為妻子 |
| 吳志雄 | 炳叔   | 普通警員，針對陳志豪及阿樂，後服從於阿樂 |
| 林尚義 | 蚊叔   | 陳志豪、阿樂的老大 |
| 黃松鑫 | 發     | 賭場老大，曾威逼阿樂吃屎 |
| 周德華 | 譚剛   | 探長，阿樂、炳叔的上司 原型人物為藍剛 |

## 外部連結
- 香港影庫上《O記三合會檔案》的資料（繁體中文）
- 開眼電影網上《O記三合會檔案》的資料（繁體中文）
- 豆瓣电影上《O記三合會檔案》的資料 （简体中文）
- 互联网电影数据库（IMDb）上《O記三合會檔案》的资料（英文）